# Slazenger
Slazenger er en britisk producent af sportsudstyr og sportsbeklædning, som er ejet af Frasers Group. Virksomheden blev etableret som en sportsforretning i 1881 af Ralph og Albert Slazenger i Cannon Street, City of London. Slazenger blev overtaget af Dunlop Rubber i 1959. Dunlop blev overtaget af BTR i 1985. Sports Direct overtog virksomheden i 2004.
Slazenger produkter er til cricket, hockey, golf, svømning og tennis samt modetøj.
Slazenger er sponsor for Wimbledon og har forsynet turneringen med bolde siden 1902.